# Iii 아이스크린

iii 아이스크린(일본어: iiiあいすくりん, Iii Icecrin)은 신에이 동화와 TIA가 오키나와 아이스크림 체인점 블루실 아이스크림과 장난감 회사인 다카라토미와 협력하여 제작한 일본의 3D CGI 단편 애니메이션 시리즈이다. 감독은 마츠무라 주리아(츠키프로 더 애니메이션), 후쿠다 히로코(아만츄! 어드밴스)가 각본을 맡았으며, 캐릭터 디자인은 마츠이 아야가 담당했다. 2021년 4월부터 6월까지 Kinder TV 어린이 버라이어티 프로그램을 통해 TV 도쿄에서 방영되었다. 두 번째 시즌은 2022년 7월에 방영되었다.

## 구성
iii 아이스크린은 2분짜리 단편 시리즈로, 블루실 아이스크림에서 판매하는 15가지 맛을 바탕으로 사람들이 어울리고 만나는 아이스크림 타운이라는 곳과 그곳의 주민들이 동물이 되는 것을 배경으로 한다. 각 에피소드는 시리즈의 특정 캐릭터의 일상적인 장난에 초점을 맞추지만 문제가 발생하면 팀워크와 헌신을 통해 문제를 해결한다. 또한 시리즈의 러닝 테마로서 캐릭터는 더운 환경에서 녹을 수 있으므로 몸을 다시 얼리려면 냉동실에 가야 한다.
각 에피소드의 내레이션은 코미디 듀오 사바나의 다카하시 시게오가 맡았다.